# Chengguan, Jingchuan
Chengguan (kinesiska: 城关) är en köping i nordvästra Kina. Den ligger i Jingchuan härad i Pingliang i provinsen Gansu, omkring 330 kilometer öster om provinshuvudstaden Lanzhou. 